# Palaia
Palaia là một đô thị ở tỉnh Pisa trong vùng Toscana thuộc Ý, có cự ly khoảng 45 km về phía tây nam của Florence và khoảng 30 km về phía đông nam của Pisa. Tại thời điểm ngày 31 tháng 12 năm 2004, đô thị này có dân số 4.552 người và diện tích là 73,5 km².
Đô thị Palaia có các frazione (subdivision) Forcoli.
Palaia giáp các đô thị: Capannoli, Montaione, Montopoli in Val d'Arno, Peccioli, Pontedera, San Miniato.